# منتخب اليابان تحت 23 سنة لكرة الطائرة للسيدات
منتخب اليابان تحت 23 سنة لكرة الطائرة للسيدات هو ممثل اليابان الرسمي في المنافسات الدولية في كرة طائرة في فئة كرة الطائرة للسيدات تحت 23 سنة.